# Sezona Velikih nagrad 1906
Sezona Velikih nagrad 1907 je bila prva sezona Velikih nagrad, dirke niso bile povezane v prvenstvo. 

## Velike nagrade

### Grandes Épreuves
| Velika nagrada          | Dirkališče | Datum         | Zmag. dirkač | Zmag. moštvo | Poročilo |
| ----------------------- | ---------- | ------------- | ------------ | ------------ | -------- |
| Velika nagrada Francije | Le Mans    | 26.-27. junij | Ferenc Szisz | Renault      | Poročilo |

### Ostale Velike nagrade
| Velika nagrada              | Dirkališče  | Datum         | Zmag. dirkač | Zmag. moštvo | Poročilo |
| --------------------------- | ----------- | ------------- | ------------ | ------------ | -------- |
| Dirka po Ardenih            | Bastogne    | 13. avgust    | Arthur Duray | de Dietrich  | Poročilo |
| Vanderbilt Elimination Race | Long Island | 22. september | Joe Tracy    | Locomobile   | Poročilo |
| Vanderbilt Cup              | Long Island | 6. oktober    | Louis Wagner | Darracq      | Poročilo |